# Rawsonia burtt-davyi
Rawsonia burtt-davyi là một loài thực vật có hoa trong họ Achariaceae. Loài này được (Edlin) F. White miêu tả khoa học đầu tiên năm 1990.